# Kaamelott : Deuxième volet partie 1
Pour les articles homonymes, voir Kaamelott (homonymie).
Série
Kaamelott : Premier Volet
(2021) Kaamelott : Deuxième volet partie 2
(2026)
Pour plus de détails, voir Fiche technique et Distribution.
Kaamelott : Deuxième Volet, partie 1 est un film français réalisé, écrit, interprété et monté par Alexandre Astier et dont la sortie est prévue en 2025. Il s'agit de la suite du film premier volet sorti en 2021 et de la série télévisée Kaamelott. Ce deuxième volet est divisé en deux parties distinctes, tournées simultanément, avec une sortie espacée de quelques mois,,,,.
Concernant l'intrigue, Alexandre Astier a révélé que chaque chevalier partira accomplir un fait d'arme afin d'être admis à la Table ronde.

## Synopsis
Après avoir repris la forteresse de Kaamelott à Lancelot du Lac, qui a régné en tyran sur le royaume de Logres pendant dix ans, Arthur Pendragon l'a laissé s'échapper plutôt que de le tuer. Il a ainsi désobéi aux dieux celtes et doit désormais affronter leur colère.
L'intrigue du film se concentre également sur les chevaliers de la Table ronde, chacun devant accomplir un fait d'arme afin d'obtenir leur place officielle au sein de l'ordre. Arthur Pendragon, à nouveau roi, devra faire face à de nouvelles menaces alors qu'il tente de restaurer la grandeur de Kaamelott.

## Fiche technique
- Titre original : Kaamelott : Deuxième Volet
- Réalisation et scénario : Alexandre Astier
- Musique : Alexandre Astier
- Montage : Alexandre Astier
- Production : Regular Production
- Budget : 19,69 millions d'euros[7]
- Pays de production :  France
- Langue originale : français
- Genre : comédie, aventure, historique
- Date de sortie :
  - France : 22 octobre 2025[1],[2],[3],[4] Date sujette à modification

## Distribution
Sauf indication contraire, les informations mentionnées dans cette section peuvent être confirmées par la base de données cinématographiques IMDb,  présente dans la section « Liens externes ».
- Alexandre Astier : Arthur Pendragon, roi de Bretagne
- Anne Girouard : Guenièvre, reine de Bretagne
- Thomas Cousseau : Lancelot du Lac
- Lionnel Astier : Léodagan de Carmélide, roi de Carmélide
- Joëlle Sevilla : dame Séli, reine de Carmélide
- Jean-Christophe Hembert : Karadoc de Vannes
- Jacques Chambon : Merlin
- Nicolas Gabion : Bohort de Gaunes
- Guillaume Gallienne : Alzagar
- Virginie Ledoyen : Anna de Tintagel
- Antoine de Caunes : Dagonet
- Alexis Hénon : Galessin, duc d'Orcanie
- Carlo Brandt : Méléagant
- Christian Clavier : le Jurisconsulte
- Stéphane Margot : Calogrenant, roi de Calédonie
- Haroun : Casparzh
- Daniel Mesguich : Conle le Fameux
- Claire Nadeau : Cryda de Tintagel, tante du Roi Arthur
- Audrey Fleurot : la Dame du Lac
- Alain Chabat : le Duc d'Aquitaine
- Clovis Cornillac :  Quarto
- Marie-Christine Orry : Fraganan
- Thomas VDB : Goffanan
- Serge Papagalli : Guethenoc
- Brice Fournier : Kadoc de Vannes
- Alain Chapuis : le Tavernier
- Gilles Graveleau : Roparzh
- Luna Karys : Ffraid
- Étienne Fague : Lionel de Gaunes
- François Raison : Lamorak de Galles
- Ethan Astier : Lucan, chevalier-seiche
- James Astier : Trévor
- David Ayala : Maclou
- Sylvain Quimène : Kolaig
- Loïc Varraut : Venec
- Josée Drevon : Ygerne de Tintagel
- Louise Orry-Diquero : Socra d'Irlande
- Eddy Letexier : Hoël d'Armorique
- Linh-Dan Pham : Vareznota
- Redouane Bougheraba : Silas
- Aurélien Portehaut : Gauvain
- Ariane Astier : Mehben, fille de Karadoc et Mevanwi
- Jeanne Astier : Mehgan, fille de Karadoc et Mevanwi
- Tony Saba : Hervé de Rinel
- Bruno Fontaine : Elias de Kelliwic'h
- Alexandra Saadoun : Aziliz
- Magali Saadoun : Tumet
- Thomas Neyret : Gareth d'Orcanie
- Hugo Leman : Iagu
- Paul Valy : Rostan de Provence
- Hugo Halet : Girflet
- Léa Pellin : Ciar d'Orcanie

## Production

### Développement
Après le succès de Kaamelott : Premier Volet, qui avait attiré 2,6 millions de spectateurs, Alexandre Astier a confirmé que la suite serait composée de deux parties distinctes, tournées simultanément et dont la sortie serait espacée de quelques mois,. « C’est KV1 qui m’a lancé dans ces deux parties. » explique l'auteur. « Il se trouve que le prochain chapitre mérite plus de temps, de développement. [...] Ce sont des gens qui se retrouvent à la table ronde et vont, chacun, partir vers une aventure, une quête qui va les anoblir. Alors, comme il y a beaucoup d’arches narratives superposées, avec des gens qui partent à des endroits différents, ça mérite deux films. ».
Il décrit ce deuxième film comme plus spectaculaire et fait une analogie avec Star Wars, épisode V : L’Empire contre-attaque, en insistant sur le ton plus dramatique de cet opus. « Ça finit en sentant le roussi » prévient-il,,,.

### Tournage
Le tournage s'est tenu durant 100 jours, étalés sur 8 mois entre l'été 2024 et l'hiver 2025. Il s'est achevé le 14 février 2025 au Cap d'Agde, sur la plage de la Grande Conque. Plusieurs monuments sont utilisés tels que le château de Quirieu en Isère, le monastère orthodoxe Saint-Antoine-le-Grand de Saint-Laurent-en-Royans dans la Drôme, le château de Boulogne en Ardèche ou encore le château de Montréal, le château de Jumilhac et le château de Commarque en Dordogne,,. Le tournage a également exploré de nouveaux décors à l'étranger, comme à Malte ou en Islande. Alexandre Astier affirme que le tournage est « colossal. Il y a plusieurs pays étrangers, beaucoup de studios, beaucoup de décors, 78 acteurs... C'est un monstre. » Il annonce également avoir tourné une scène subaquatique, où son personnage rentre dans un « proto-sous-marin de l'ère Antique », pour laquelle il a dû apprendre la plongée en apnée.

## Sortie et accueil
La sortie française est prévue pour le 22 octobre 2025,,,. Les premières images ont été diffusées à l'occasion d'un numéro de Première,. Une première aguiche est publiée le 15 août 2025.